# ダニエル・ウェリントン

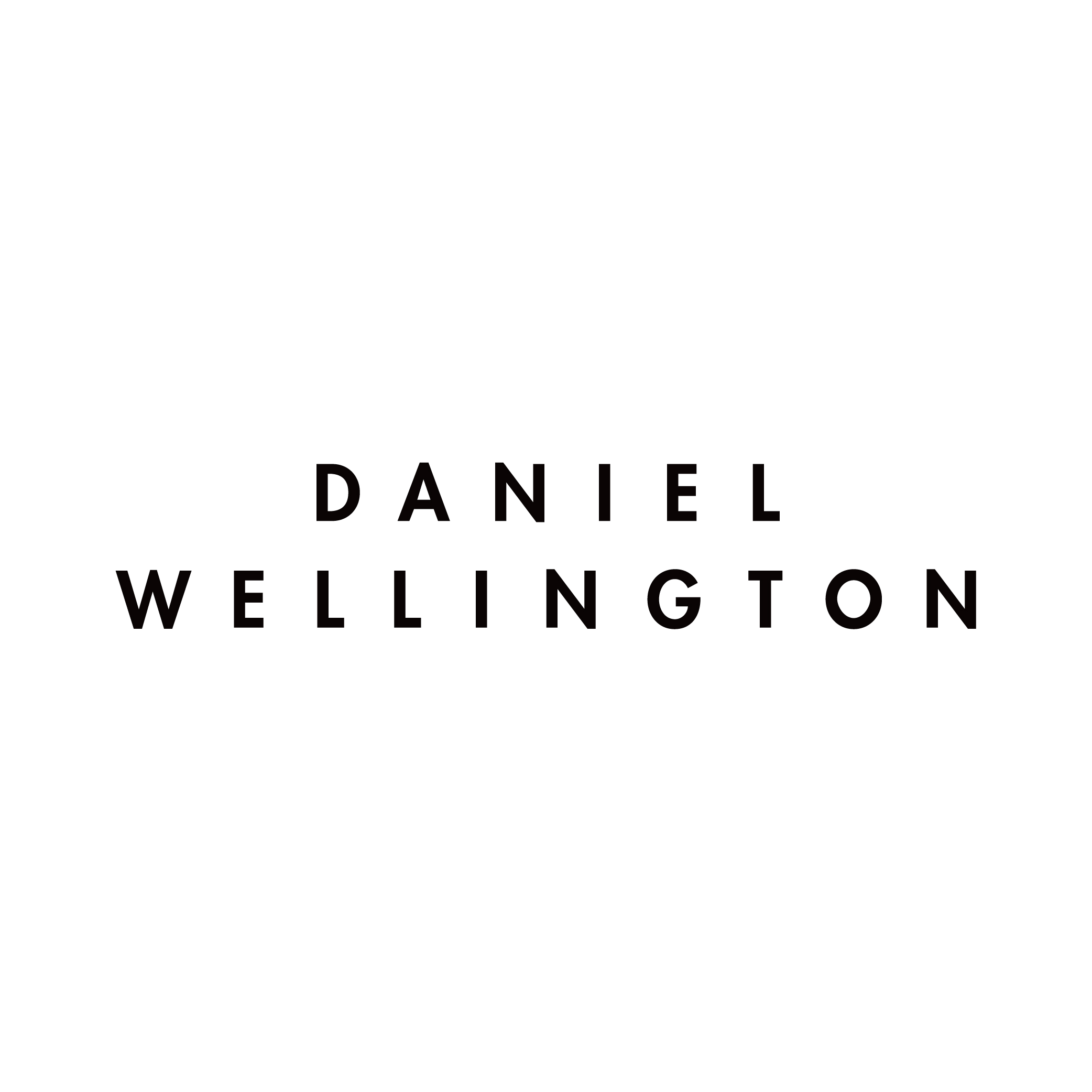
https://www.danielwellington.com/jp/

ダニエル・ウェリントンもしくはダニエルウェリントン（Daniel Wellington）は、2011年に創設されたスウェーデンの時計およびアクセサリーメーカー。
日本ではスウェーデン本社の100%子会社の‘Daniel Wellington Japanが運営している。

## 概要

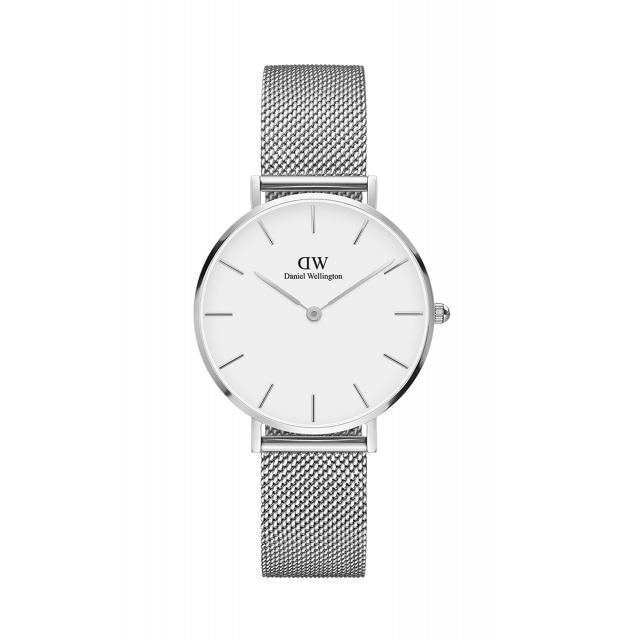
金属製メッシュベルトモデルのDW-[https://www.danielwellington.com/jp/dw-watch-women-classic-petite-sterling-silver-white Classic Petite

シンプルな構成が特徴の腕時計を中心に事業を展開するブランドであり、主力商品の腕時計はムーブメントはシチズンミヨタ製で、ベルトやブレスレット部分の製造と組み立ては中国で行われており、スウェーデンの時計メーカーではあるものの、スウェーデン製（スウェーデン国産品）というわけではない。
創業者であるフィリップ・タイサンダー（en:Filip Tysander）は、旅行中にイギリス人男性のダニエル・ウェリントンと出会い、ウェリントンがNATOストラップと組み合わせたヴィンテージの腕時計をしていたことに触発され、時計メーカーを立ち上げたという。会社名のダニエル・ウェリントンは、このイギリス人男性の名前であるダニエル・ウェリントンにちなむ。
ダニエル・ウェリントンのエンブレムはダニエルを表す鏡文字のDとウェリントンのWを組み合わせたものである。また、腕時計のデザインの特徴として、エンブレムの下に社名のDaniel Wellingtonが加わるのみで、ムーブメント表記や防水表記などが文字盤にはない、シンプルな表示構成となっている。
この他、外装の特徴として、一般的に腕時計は本体は共通のものに皮革もしくは布製のベルト／ストラップと「メタルブレス」と呼ばれる金属製の連結式ベルトで構成されたブレスレットの2通りがラインアップされることが通例であるが、同社の腕時計製品には基本的にメタルブレス設定がなく、ほとんどのモデルでNATOストラップもしくは革ベルトのみの仕様となっている。